# Giovanni March
Giovanni March (Tunisi, 2 febbraio 1894 – Livorno, 30 ottobre 1974) è stato un pittore italiano.

## Biografia
Dopo la morte del padre si trasferisce da Tunisi a Livorno. Di formazione autodidatta riceve buoni consigli dal pittore Ludovico Tommasi, con cui entra in contatto nel 1915, a Campolecciano, località delle Colline Livornesi.
Negli anni venti si fa notare per una serie di mostre che gli rendono una certa notorietà nazionale.  Sono gli anni in cui elabora un'arte che muove dai moduli stilistici di Mario Puccini senza peraltro esserne imprigionata. 
Nel 1920 è tra i fondatori del Gruppo Labronico, alle cui esposizioni collettive parteciperà puntualmente negli anni seguenti. 
Nel 1922 espone con Primo Conti alla Fiorentina Primaverile. 
Nel 1923 è alla Galleria La Vinciana di Milano, dove ottiene il positivo responso critico di Carlo Carrà e i complimenti del pittore Benvenuto Benvenuti. 
Nel 1926 è a Bottega d'Arte, presentato da Enrico Somaré.
Nel 1927 espone alla Galleria l'Esame di Milano con presentazione di Carlo Carrà. A quel punto gli giungono inviti ad esporre all'estero. 
Nel 1929 è alla Galleria L'Artistique di Nizza e al XXXV Salone della società delle belle arti di Nizza. 
Dal 1930 diviene il maestro dell'amico Mario Borgiotti e ne seguirà  l'apprendistato artistico per due anni.
Nel 1930 è alla Galleria Bernheim Jeune di Parigi. Questa esperienza ispira, nello stesso anno, la mostra a Bottega d'Arte di Livorno, dove viene presentato da Ettore Petrolini.
Nel 1938 diviene assistente all'Accademia di belle arti di Firenze. La sua pittura assume con il tempo tonalità chiare, con l'artista che va a distribuire il colore su spazi sempre più larghi.

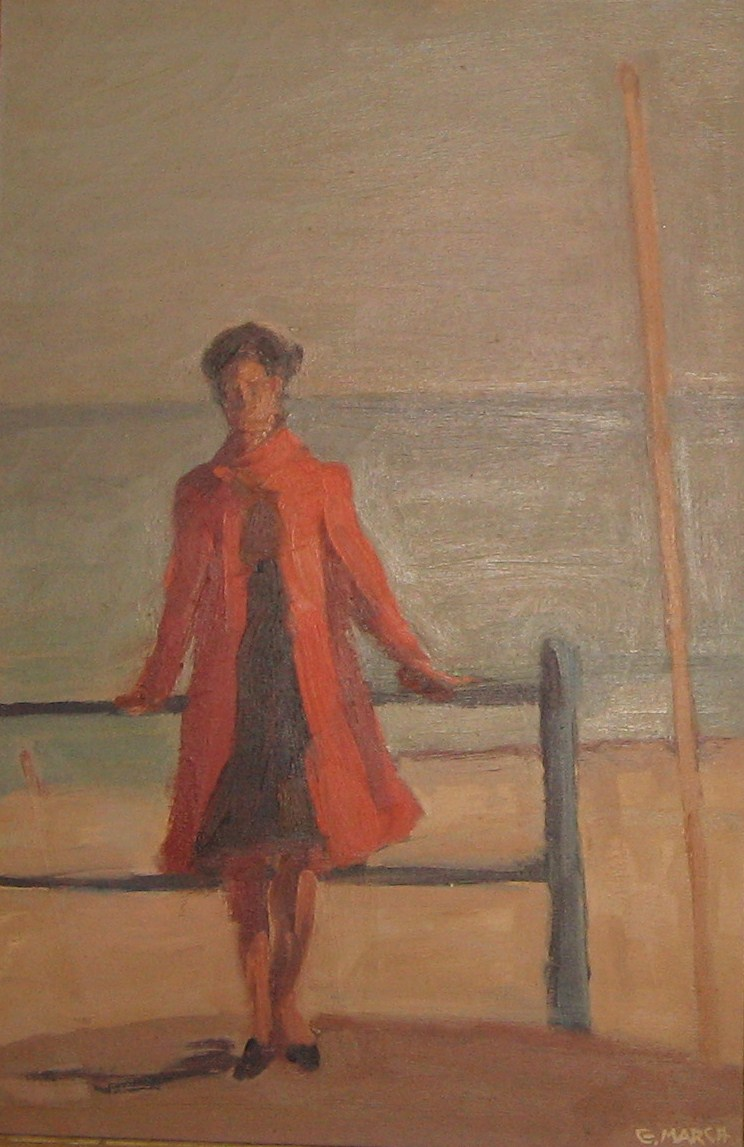
Ritratto di signora

Nel 1956 partecipa al Premio del Fiorino di Firenze e nel 1959 al XIII Premio Michetti. Nel 1961 vince il Premio Nazionale di pittura città di Olbia.
Nel 1966 è presente alla IX Quadriennale di Roma.
Negli anni settanta il suo tema preferito è: nature morte con bottiglia, dove i richiami all'opera di Giorgio Morandi sembrano evidenti.
È considerato uno degli artisti più moderni tra i fondatori del Gruppo Labronico, anche se la sua opera ha finito per avere la stessa collocazione commerciale di quella dei pittori di fine Ottocento e i primi del Novecento.
Pittura limpida, serena, spontanea, nasce da un impeto interiore dell'artista, che partendo dal linguaggio della tradizione macchiaiola toscana, attraverso i suoi più grandi esponenti, arriva a sviluppare un gusto ed una tecnica assolutamente personali. Le sue doti iniziano a crescere dedicandosi alla sua passione come autodidatta, dimostrando ben presto un profondo senso di osservazione ed un certo controllo coloristico. Dopo essersi appoggiato, per la sua formazione, all'arte toscana ed in particolare ai maestri livornesi, non esita ad abbandonarli, in favore di nuove ricerche, mosse dalla sua volontà di rinnovarsi continuamente. Così, nelle sue opere troviamo spesso dei contenuti che possiamo definire tipicamente toscani accostati ad uso a volte azzardato ed innovativo del colore. Il divisionismo di Plinio Nomellini gli fu di lezione, ma a questo accostò una conoscenza diretta dei modelli francesi contemporanei, dai quali seppe cavarne spunti importanti, restando però sempre legato da un'inconscia fedeltà alla lezione toscana. Lungo il corso della sua carriera le sue tele risentono di tutti gli influssi che egli, mai pago dei risultati raggiunti, sembrò cercare anche oltre ai confini italiani. Ricorrono paesaggi dalle atmosfere sospese, dai colori accesi, ma graduati con gusto e sapienza, e le nature morte, attraverso le quali è ancor più evidente la ricerca dell'artista, in merito a volumetrie di carattere geometrico, modellate attraverso il colore, che si rifanno alla lezione cézanniana.